# Асијенда де Гвадалупе (Тепечитлан)
Асијенда де Гвадалупе (шп. Hacienda de Guadalupe) насеље је у Мексику у савезној држави Закатекас у општини Тепечитлан. Насеље се налази на надморској висини од 1940 м.

## Становништво
Према подацима из 2005. године у насељу је живело 13 становника.

### Хронологија
| Година       | 2000       | 2005 |
| ------------ | ---------- | ---- |
| Становништво | 16 (8 / 8) | 13   |

### Попис
| # | Индикатор                        | Вредност |
| - | -------------------------------- | -------- |
| 1 | Укупно појединачних домаћинстава | 2        |